# Кухмістер
Кухмістер, кухмістр (від нім. Küchenmeister; рос. кухми́стер, кухме́йстер — кухар, повар) — уряд, посада при дворах багатьох європейських монархів, головний придворний кухар. Латиною посада називалася спочатку лат. magister coquinae, а потім лат. praefectus culinae.
Уперше документально засвідчено у 1352 році в Польщі кухмістер, котрий був посадовою особою, який завідував королівським столом і керував іншим кухонним персоналом. Посада відома з 1365 року при дворі Казимира III. Незважаючи на назву, сам кухмістр безпосередньо приготуванням харчів не займався. В урочистих випадках кухмістер повинен був стояти біля короля та на вимогу відповідати про якість й смак поданих страв. Посада кухмістра цінувалася високо через наближеність до особистості монарха. Крім короля кухмістрів були і королеви, а іноді й королевичі (наприклад, Владислав IV).
Посада кухмістра існувала й у Великому князівстві Литовському з кінця XIV століття (1409 р. при дворі Вітовта). У 1569 році вона була ліквідована, але знову відновлена в 1576 році. Незважаючи на правління одного монарха, в Королівстві Польському і Великому князівстві Литовському існували різні посади кухмістрів, перша називалася «кухмістр коронний», а друга — «кухмістр литовський». Першими відомим кухмістром коронним (лат. praefectus culinae regni) був Микола Плаза, який відповідав за королівський стіл Сигізмунда III.
Крім монархів мали кухмістра і магнати, однак при їх дворах вони займалися суто приготуванням їжі, тобто виконували функції головних кухарів.
До XVII століття посада кухмістра стала дигнітарською, тобто почесною, особа котра займала її не входила до складу Сенату. Номінально кухмістрові підпорядковувалися стольник, підстолій, крайчий, чашник, підчаший і пивничий.
У Росії посаду відома з 1507 року. Назва «рос. кихмистръ» запозичена в XVI столітті через польську пол. kuchmistrz або безпосередньо з німецької нім. Küchenmeister. В епоху Петра I існував придворний чин «кухен мейстра».